# Rap über Hass
Rap über Hass ist das sechste Studioalbum der Berliner Hip-Hop-Formation K.I.Z. Es erschien am 28. Mai 2021 über das zur Universal Music Group gehörende Label Vertigo/Capitol als Standard-Edition und Boxset.

## Produktion
Das gesamte Album wurde von dem Musikproduzenten-Duo Drunken Masters produziert, wobei sie bei sieben Produktionen von Nico K.I.Z unterstützt wurden. Zudem waren die Produzenten  Gee Futuristic, Torky Tork, Konrad Betcher und Sucuki an der Musik zu je einem Song beteiligt.

## Covergestaltung
Das Albumcover zeigt eine junge, lächelnde Frau, die eine Katze im Arm hält. Im oberen Teil des Bildes steht der lila Schriftzug Rap über Hass, während der Hintergrund beige gehalten ist.

## Gastbeiträge
Auf drei Liedern des Albums sind neben K.I.Z andere Künstler vertreten. So hat der Rapper Stunna666 einen Gastauftritt im Song VIP in der Psychiatrie, während das niederländische Rap-Duo Outerspass auf Was ist los zu hören ist. Der Rapper Tony D ist zudem am Lied Filmriss beteiligt.

## Titelliste
| #  | Titel                             | Gastmusiker | Produzent                                                   | Länge |
| -- | --------------------------------- | ----------- | ----------------------------------------------------------- | ----- |
| 1  | Rap über Hass                     |             | Drunken Masters, Nico K.I.Z, Torky Tork                     | 3:15  |
| 2  | Ich ficke euch (alle)             |             | Drunken Masters, Nico K.I.Z                                 | 3:57  |
| 3  | VIP in der Psychiatrie            | Stunna666   | Drunken Masters                                             | 3:44  |
| 4  | Unterfickt und geistig behindert  |             | Drunken Masters, Gee Futuristic, Konrad Betcher, Nico K.I.Z | 5:05  |
| 5  | Bitte sag’s nicht meiner Freundin |             | Drunken Masters                                             | 3:59  |
| 6  | 2 Nicos                           |             | Drunken Masters, Nico K.I.Z                                 | 1:19  |
| 7  | Definition von Glück              |             | Drunken Masters, Sucuki                                     | 3:41  |
| 8  | Ja                                |             | Drunken Masters, Nico K.I.Z                                 | 2:11  |
| 9  | Mehr als nur ein Fan              |             | Drunken Masters, Nico K.I.Z                                 | 4:48  |
| 10 | Filmriss                          | Tony D      | Drunken Masters                                             | 2:35  |
| 11 | Was ist los                       | Outerspass  | Drunken Masters, Nico K.I.Z                                 | 3:04  |
| 12 | Kinderkram                        |             | Drunken Masters                                             | 4:16  |

## Chartplatzierungen und Singles
Rap über Hass stieg am 4. Juni 2021 auf Platz eins in die deutschen Albumcharts ein, womit K.I.Z zum zweiten Mal nach Hurra die Welt geht unter die Chartspitze erreichten. Es konnte sich 57 Wochen in den Top 100 halten. In Österreich belegte das Album ebenfalls Rang eins, während es in der Schweiz Position vier erreichte. Darüber hinaus platzierte sich das Album auch an der Chartspitze der deutschen deutschsprachigen Albumcharts, der Chartspitze der deutschen Hip-Hop-Charts sowie der Chartspitze der deutschen Vinylcharts. In den deutschsprachigen und Hip-Hop-Charts ist es ebenfalls der zweite Nummer-eins-Erfolg nach Hurra die Welt geht unter. In den Vinylcharts erreichte die Band erstmals die Spitzenposition. 2021 belegte das Album Rang 14 der deutschen Album-Jahrescharts sowie Rang sechs der Vinyl-Jahrescharts.
| ChartsChartplatzierungen | Höchstplatzierung | Wochen |
| ------------------------ | ----------------- | ------ |
| Deutschland (GfK)        | 1 (57 Wo.)        | 57     |
| Österreich (Ö3)          | 1 (10 Wo.)        | 10     |
| Schweiz (IFPI)           | 4 (6 Wo.)         | 6      |

| ChartsJahrescharts (2021) | Platzierung |
| ------------------------- | ----------- |
| Deutschland (GfK)         | 14          |

Am 15. Januar 2021 wurde der Titeltrack Rap über Hass als erste Single veröffentlicht, der Platz 32 in Deutschland erreichte. Am 26. Februar 2021 erschien die zweite Auskopplung VIP in der Psychiatrie und belegte Rang 48 in den deutschen Charts. Die dritte Single Ich ficke euch (alle) folgte am 30. April 2021 und erreichte Position 39 in Deutschland. Am 21. Mai 2021 wurde zudem der Song Mehr als nur ein Fan ausgekoppelt, der Platz 78 der deutschen Charts belegte. Zu allen vier Singles wurden auch Musikvideos gedreht. Außerdem stieg nach Albumveröffentlichung das Lied Kinderkram aufgrund von Downloads und Streaming auf Rang 52 der Charts ein.

## Verkaufszahlen und Auszeichnungen
Im Jahr 2024 erhielt Rap über Hass für mehr als 100.000 verkaufte Exemplare in Deutschland eine Goldene Schallplatte.
| Land/Region        | Auszeichnungen für Musikverkäufe (Land/Region, Auszeichnung, Verkäufe) | Verkäufe |
| ------------------ | ---------------------------------------------------------------------- | -------- |
| Deutschland (BVMI) | Gold                                                                   | 100.000  |
| Insgesamt          | 1× Gold ·                                                              | 100.000  |

## Rezeption
| Professionelle Bewertungen | Professionelle Bewertungen |
| -------------------------- | -------------------------- |
| Kritiken                   |                            |
| Quelle                     | Bewertung                  |
| laut.de                    | [ 12 ]                     |

Nelleke Schmidt von laut.de bewertete Rap über Hass mit zwei von möglichen fünf Punkten. Dabei bemängelt sie vor allem die fehlende Weiterentwicklung der Gruppe. So liefere das Album trotz langer Pause textlich „eigentlich nur genau das, was K.I.Z. eben seit einer gefühlten Ewigkeit tun“, darunter „Penis-Humor, [die] Ich Ficke Euch (Alle)-Attitüde und, wie der Titel schon verrät, jede[…] Menge berechtigte[n] Hass gegen diverse Gruppen und Einzelpersonen.“ Dagegen wird die „weite Bandbreite“ des Sounds sowie dessen „Konzert- und Moshpittauglichkeit“ gelobt.